# Cala a Boca, Etelvina
Cala a boca, Etelvina é um filme brasileiro de 1959, produzido em preto e branco pelo Cinedistri , do gênero chanchada, dirigido por Eurípides Ramos e com roteiro baseado em peça teatral de Armando Gonzaga.

## Sinopse
Etelvina é uma empregada doméstica faladeira que costumeiramente atende cobradores na porta do apartamento de seus patrões endividados, Adelino e Zulmira. Zulmira se sente humilhada e sai de casa apoiada pela mãe, Dona Emília, deixando alguns vestidos para Etelvina. Adelino chega em casa e o sogro Libório lhe conta o que aconteceu enquanto Etelvina usa um vestido de Zulmira. Nesse momento chega Macário, tio rico fazendeiro na Ilha do Marajó no Pará e confunde Etelvina com Zulmira. Libório convence Adelino e Etelvina a manterem a farsa achando que se Macário souber da separação do casal, não vai querer mais Adelino como herdeiro. As coisas se complicam quando Zulmira quer voltar, além da confusões de Etelvina no papel de "patroa" e ficam piores quando Macário avisa que vai ficar como hóspede um tempo bem maior do que o pretendido inicialmente.

## Elenco
| Ator              | Personagem              |
| ----------------- | ----------------------- |
| Dercy Gonçalves   | Etelvina                |
| Paulo Goulart     | Adelino                 |
| Humberto Catalano | Libório                 |
| Mara di Carlo     | Zulmira                 |
| Otello Zeloni     | Paquito                 |
| Manoel Vieira     | Macário                 |
| Sara Nobre        | Emília                  |
| Zezé Macedo       | Pancrácia, a empregada  |
| Grace Moema       | Ernestina, a cozinheira |
| Wilson Grey       | falso Ladrão            |
| Vírginia Moreira  | Lavadeira               |
| João Péricles     | Cobrador                |
| Sônia Lancelotti  | Sobrinha de Etelvina    |
| Olindo Dias       | Pai de Etelvina         |
| Aguinaldo Rocha   | Assaltante              |
| Grijó Sobrinho    | Chofér                  |
| Azelita Ivantes   | Lavadeira               |
| Carlos Costa      | Cobrador                |
| Ita Werter        | Lavadeira               |

### Números Musicais
| Cantor              | Canção                    | Compositor                       |
| ------------------- | ------------------------- | -------------------------------- |
| Emilinha Borba      | " Cachito "               | Consuelo Velasquez               |
| Nélson Gonçalves    | " Atiraste uma Pedra "    | Herivelto Martins                |
| The Golden Boys     | " Meu Romance com Laura " | Jayro Aguiar                     |
| Jackson do Pandeiro | " Fantasia Nordestina "   | Humberto Ferreira e Luiz Gonzaga |
| Sílvio Mazzuca      | " Tequila "               | Chirck Rio                       |